# District de Szarvas
Le district de Szarvas (en hongrois : Szarvasi járás) est un des 9 districts du comitat de Békés en Hongrie. Créé en 2013, il compte 24 993 habitants et rassemble 6 localités : 4 communes et 2 villes dont Szarvas, son chef-lieu.
Cette entité existait déjà auparavant, jusqu'à la réforme territoriale de 1983 qui a supprimé les districts.

## Localités
- Békésszentandrás
- Csabacsűd
- Kardos
- Kondoros
- Örménykút
- Szarvas